# Guillem Montoro i López
Guillem Montoro i López   (Paiporta, 3 de març de 1995) és un polític valencià, tècnic d'igualtat i activista pels drets LGBT. Va ser regidor a l'Ajuntament de Paiporta per Compromís entre 2018 i 2020, convertint-se així en el primer home transsexual visible de l'Estat espanyol en accedir a aquest càrrec.

## Biografia
L'abril de 2018, va publicar la seua primera obra literària I si fores tu? de Vincle Editorial, conjuntament amb Patricia Estellés, un llibre sobre assetjament escolar o bullying, i com lluitar contra aquest.
A febrer de 2018, després de quasi tres anys, va poder efectuar el canvi legal al seus documents oficials.
Al desembre de 2020 va formar part del jurat de la secció de curtmetratges de la VI edició de la Mostra La Ploma Festival de cinema i cultura per a la diversitat sexual, de gènere i familiar, organitzat pel Col·lectiu Lambda, que va atorgar el premi a Transversals, dirigit per Jorge Garrido.

## Trajectòria política i pública
Montoro va iniciar la seua trajectòria al món de la política a Compromís en les eleccions de 2015, on es va presentar en la llista de Compromís per Paiporta, encapçalada per Isabel Martín, qui seria nomenada alcaldessa. Montoro va formar part de l'equip de govern com a Regidor de Transparència, Modernització i Participació Ciudatadana. Temps després, assumiria les regidories de Benestar Social i Igualtat entre 2015 i 2019.
En gener de 2018 va convertir-se en el primer regidor transsexual del País Valencià, i en el primer regidor obertament transsexual de l'Estat espanyol. Es va presentar com a candidat en les Primàries de Compromís a les Corts Valencianes per la circumscripció de València per a conformar la llista a les eleccions valencianes de 2019.
A les eleccions municipals de maig de 2019, va tornar a ser elegit regidor a Paiporta amb la candidatura de Compromís per Paiporta, encapçalada per l'alcaldessa Isabel Martín, junt a cinc companys més, que va ser la segona llista més votada a Paiporta.
El 24 de setembre de 2020 va renunciar a la seua acta com a Regidor a l'Ajuntament de Paiporta, degut a la seua situació laboral. No va abandonar la seua trajectòria politica ja que al febrer de 2022 va estar immers en una disputa oberta entre el seu partit, Compromis, i Daniela Requena, secretaria LGTBI del PSOE-PSPV de València, per unes declaracions.
Al desembre de 2022, durant el debat parlamentari de la Llei 4/2023, de 28 de febrer, per a la igualtat real i efectiva de les persones trans i per a la garantia dels drets de les persones LGTBI, el diputat de Compromís, Joan Baldoví, va cedir la seua intervenció a Montoro, llegint a l'estrada del Congrés dels Diputats, les reivindicacions expressades pel polític valencià en defensa de l'aprovació de la norma. Va ser aprovada el febrer de 2023 amb 191 vots a favor, 60 en contra i 91 abstencions, després d'un prolongat debat de més de mig any en què grups conservadors.
Al maig del 2023, Montoro va patir un atac transfob per part del regidor de VOX Paiporta, Daniel Furió, que va titllar el col·lectiu LGTBI de "basura rastrera", i va atacar el primer regidor trans de la història d'Espanya, en vídeo publicat a les seves xarxes socials . El missatge d'odi va ser condemnat ràpidament des de Compromís Paiporta, exigint la retirada del vídeo publicat.
Al juny de 2025, l'activista i polític va participar en l'acte institucional organitzat per FELGTBI i el Ministeri d'Igualtat d'Espanya, amb motiu del 20è aniversari de l'aprovació de la Llei de matrimoni igualitari a Espanya, legal des del 3 de juliol de 2005. En aquest acte va estar present Pedro Sánchez, l'expresident del govern José Luis Rodríguez Zapatero, Beatriz Gimeno o Ares Teixidó. En aquest acte va recordar la polèmica existent a la Comunitat Valenciana, on el Govern de Carlos Mazón recolzat per VOX va impulsar una reforma de la normativa autonòmica que va dir “obre la porta a les teràpies de conversió”.

## Reconeixements i guardons
La revista Shangay el va nomenar com un dels 6 joves més rellevants a l'activisme LGTB del 2018, juntament amb cares com els actor i directors de La llamada, Javier Calvo i Javi Ambrossi o la poeta Elvira Sastre, entre d'altres. Aquest mateix any, va ser l'abanderat de l'Any Temàtic sobre realitats trans de la Federació Estatal de Lesbianes, Gais, Transsexuals i Bisexuals (FELGTB).
A l'octubre de 2024, la Federació Estatal de Lesbianes, Gais, Transsexuals i Bisexuals (FELGTBI) va atorgar a Montoro el Premi Plumas 2024, juntament amb altres premiades com la periodista i comunicadora Nerea Pérez de les Heras o la influencer Perra de Satán, "per el seu activisme LGTBI+ i la seva visibilitat, convertint-se en referent per a la joventut trans.També per la defensa dels drets LGTBI+ des de la política institucional, que el va portar a ser el primer regidor trans visible d'Espanya”.